# Списька застава

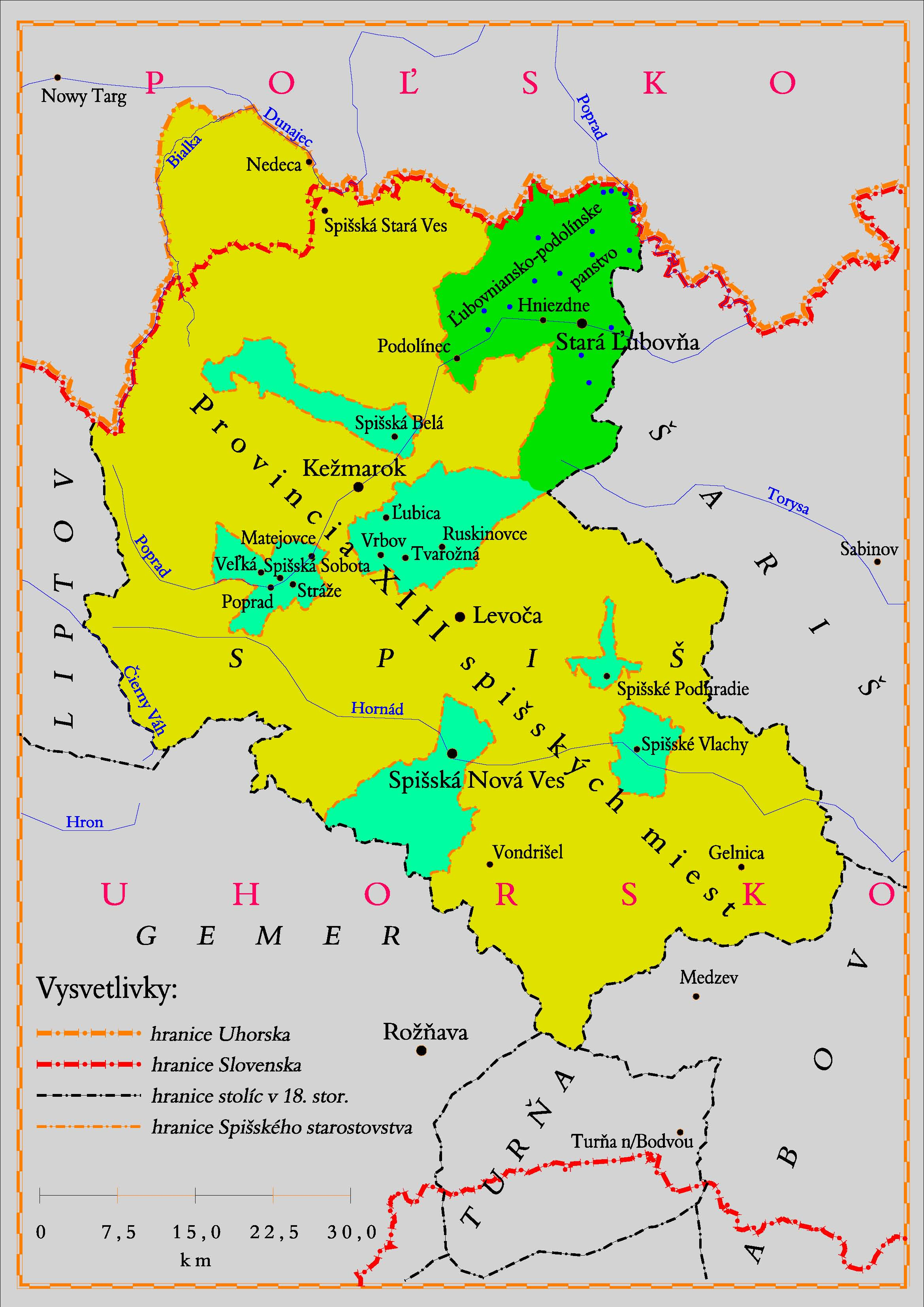

Списька застава або Польська застава — застава 34 міст і сіл Польщі з 8 листопада 1412 року по 9 листопада 1772 року. Протягом 360 років ця територія була певною мірою відокремлена від Угорського королівства і належала до управління Польщі. Спочатку ці анклави були тимчасово передані Польщі угорським королем Сигізмундом Люксембургом як гарантія повернення фінансової позики, але через різні обставини, а також небажання польської сторони відмовлятися від багатих регіонів, борг так і не був погашений. Марія Терезія та Йосиф II зрештою отримали від Польщі неочікувано тривалу заставу завдяки військовій силі в рамках першого поділу Польщі.
У польських джерелах заповідну територію називають starostwo spiskie, що перекладається словацькою як спиське староство. В межах Польщі, або Під час Польсько-Литовської унії (Речі Посполитої) регіон належав до Краківського воєводства, а воно, у свою чергу (з 1569 р.), до Малопольського воєводства. Нині Малопольське воєводство зі столицею місто Краків. Безпосереднє управління закріпленою територією здійснювали капітани-старости, які проживали в замку в Старій Любовні.

## Що передувало заставі
У 1335 р. у Вишеграді (під патронатом Карла I Роберта Угорського) відбулася зустріч трьох государів, на якій було підтверджено, що польський король Казимир III заплатив чеському королю 20 000 празьких грошей (чеських срібних гривень), що становило приблизно 4 тонни срібла, за те, що чеський король Ян Люксембурзький та його син Кароль IV, якому на той час було 19 років, зреклися свого спадкові претензії на Королівство Польське.
У 1410 році король Сигізмунд Люксембурзький, який був сином вищезгаданого Карла IV, був коронований як імператор Римсько-Німецької імперії. Сигізмунд прагнув придбати Далмацію, яку його противник за королівську корону (Ладислав Неаполітанський) продав венеційцям. Йому потрібні були гроші для ведення війни, тому він попросив свого швагра, польського короля Владислава II, позичити (кінець кінцем одержав 37 000 коп.) і як заставу обіцяв тринадцять спішських міст і сіл.

## Відносини між Польщею та Угорщиною
У 1409 р. Сигізмунд уклав союз із Тевтонським орденом проти Польщі. Будучи римським імператором, він був їхнім захисником. Після їхньої поразки під Грюнвальдом (1410 р.) йому було необхідно терміново залагодити відносини зі своїм шурином, колишнім суперником за угорський престол і польським королем Владиславом II Ягайлом. У 1410 році Сигізмунд зустрівся в Кежмарку з двоюрідним братом польського короля, литовським князем Вітовтом. Сигізмунд пообіцяв, що буде радий просити великого магістра припинити битви лицарів з Польщею.
19 жовтня 1411 року у Вишніх Шромовцях між Польщею та Угорщиною було підписано договір про перемир'я, за яким Польща зобов'язувалася припинити боротьбу з Орденом, а Сигізмунд, у свою чергу, стежити за тим, щоб Орден не чинив напади на Польщу. Перемир'я мало тривати до 15 серпня 1412 року, а також була домовленість про зустріч двох монархів. Це сталося 15 березня 1412 року в Любовн'янському замку, де нібито королі домовилися про спільну боротьбу проти Ордену.

## Формування позики
16 жовтня 1412 р. обидві країни домовилися про позику, яку Польща надала угорському королю для війни проти Венеції. Німецький лицарський орден мав заплатити Польщі 100 тис. чеських грошей як компенсацію за війну. Владислав II з цих грошей позичив угорському королю 37 тис. коп. Причиною було також те, що цим актом ви зобов'язали його до виконання домовленостей щодо Тевтонського ордену.
Як гарантію за позику Сигізмунд дав Владиславу II в заставу тринадцяти міст і муніципалітетів у Спіші.

## Умови договору застави
Договір застави був підписаний 8 листопада 1412 року в Загребі, його оригінал зберігається в бібліотеці Чарторийських у Кракові. Хоча за договором польський монарх міг керувати територією застави за допомогою власного адміністративного апарату, міста продовжували залишатися частиною Угорщини та Острігомської архієпархії.
Проте в угоді про заставу угорський монарх і угорські прелати й барони зобов'язалися ніколи не брати польських міст силою, а навпаки, виступатимуть проти такого акту і повертатимуть міста до Польщі. Якщо цього не станеться, Угорщина повинна сплатити заставу Польщі або закласти на іншу територію. Якщо вона не виконає навіть цього, Польща може взяти будь-якого угорського громадянина у в'язницю або захопити будь-яке майно або вільно грабувати в Угорщині, доки не будуть виконані умови договору.

## Міста Спишу в польській заставі
У польській заставі опинилося 13 міст Спишу з первісного регіону з 24 міст:
- Попрад,
- Любіца,
- Матейовце,
- Спишська Собота,
- Велка,
- Страже под Татрами,
- Рускіновці (неіснуюче село на військовому полігоні Яворіна поблизу Кежмарка),
- Списька Біла,
- Списька Нова Весь,
- Спиське Подградє,
- Спиські Влахи,
- Тварожна,
- Врбов.

Ці міста створили нову провінцію 13 спиських міст. Крім цих міст, до складу залоги увійшли Любовнянський замок з маєтком, Подолинська фортеця та міста Стара Любовня, Гнєздне, Подолинець, а також села, що належали до Любовняно-Подолинського маєтку (домінію).
До любовнянського маєтку належали такі села та поселення: Граничне, Хмельниця, Якубани, Ярабина, Каче, Кам'єнка, Кремна, Кренджельовка, Літманова, Медзібродіє, Мнішек над Попрадом, Нова Любовня, Пільгов, Підсадок, Великі Сулин. Крім того, до складу залоги входили такі села та поселення в околицях Подолінця: Нижні Ружбахи, Вишні Ружбахи. Таким чином, було 13 міст у Спиші, 3 міста в Любовні-Подоліні та 18 міст у резерві, тобто загалом 13+3+18=34 міст і громад.
Причиною того, що міста Спишу опинилися в польській залозі, було також те, що це був один із найбагатших і найкультурніших регіонів Європи того часу. У польській залозі опинилися міста на важливих тогочасних перехрестях торгових шляхів. Через їхню адміністрацію Польща отримала контроль над торгівлею рудами (наприклад, міддю), а також, контролюючи Спиське Подградіє, Влахію чи Нову Весь, вона опинилася прямо в центрі цього розвиненого регіону, поблизу інших шахтарських міст — Ґельниця та Смолника. Тож вибір місць був зовсім не випадковим. Спиш також був воротами до Угорщини з півночі, що було добре видно особливо під час гуситських нападів, коли гусити вторглися в Угорщину і особливо на Спиш з півночі, з Польщі.

## Намагання скасувати позику
Оскільки Польща не бажала повертати процвітаючі міста, спроби Угорського королівства сплатити борг (особливо в 1419, 1426, 1436 (тоді Сигізмунд також сидів на богемському троні) та 1439) зазнали невдачі, а пізніше ніхто не міг заплатити цю величезну суму грошей, хоча все королівство говорило про необхідність це зробити. Хоча в 1419 р. польський король Владислав II готові повернути міста Спишу Угорщині навіть без сплати авансу, цього не сталося через тиск польського духовенства. Польська католицька церква хотіла контролювати північний Спіш і ще більше підживлювала легенди про історичну приналежність Спіша до Польщі.
8 березня 1440 року польський король Владислав III видав документ, в якому обіцяв повернути закладені міста Угорщині негайно після своєї коронації на угорського короля. Але оскільки підготовка до коронаційної подорожі до Угорщини виснажила його фінансово, він позичив гроші у краківського єпископа і передав йому міста до погашення боргу. Хоча наприкінці 1440 року він видав наказ про відновлення провінції з 24 міст у Спиші та ліквідацію позики, це не відбулося через бої між Владиславом І та військами Яна Їскри.
У 1489 році угорський король Матвій Корвін був готовий сплатити Польщі позику, але Польща відмовилася. Тому Матвій Корвін подав позов проти Польщі до папської курії. Однак через напруженість між Римом і Матеєм суперечка між польським і угорським прелатами у Вроцлаві в 1490 році вирішила, що резервні міста повинні назавжди стати частиною Польщі.
Кінець позики мав настати знову в 1490-х роках – 1507 р., оскільки польський король пообіцяв цю територію роду Заполья за підтримку його прагнень на угорський престол, але навіть після його обрання угорським королем у 1492 р. ця застава не втратила чинності.
Після вступу Габсбургів на угорський престол сейм вимагав від них якнайшвидшого вирішення питання про заставлені міста. Ні Фердинанд I, ні його син Максиміліан II не задовольнили це прохання.
У 1586 році під час боїв за польський престол між Габсбургами та шведським принцом Сигізмундом Вазою міста Спишу були окуповані австрійськими імператорськими військами. Однак після поразки в 1589 році вони були змушені повернути ці міста Польщі.
Спроби звільнити міста Спишк від польського панування тривали протягом XVII—XVIII ст., але їм також заважав тогочасний геополітичний контекст — загроза Австрії та Угорщини з боку Туреччини та потреба польської допомоги в боротьбі з нею.

## Закінчення терміну позики
У XVIII столітті навіть самі жителі заставлених міст почали відчувати потребу звільнитися від польського панування, оскільки вони зазнавали надзвичайної економічної експлуатації, особливо під час правління графа Теодора Константіна Любомирського, королеви Марії Юзефи (з 1744 р. староста заставлених міст) і граф Генріх Брюль. Коли 29 березня 1769 року під командуванням генерала Юзефа Бєрзінського Стара Любовня та Любовнянський замок були зайняті барськими конфедератами, які спустошили замок, наклали нові власні податки на резервні міста Спиша і заборонили міщанам Спаша, щоб платити податки польському королю, закладені міста звернулися до угорської королеви Марії Терезії, щоб забезпечити їх безпеку. Марія-Терезія, діючи згідно з авансовим договором, скористалася нападом військ непокірної польської шляхти на міста Спишу і зайняла міста (за згодою польського короля) без сплати боргу. Цей акт був підтверджений під час першого поділу Польщі в 1772 році та в 1773 році, коли позику було скасовано. 5 листопада 1772 р. представники 13 спиських міст у Спиській Новій Весі склали присягу на вірність угорській королеві в руках списького префекта Яна Чакі, який 9 листопада 1772 р. також перейняв Любовнянський замок як угорський адміністратор. 10 листопада присягу на вірність йому прийняли також представники міст Стара Любовня, Подолинець і Гнєздне. Позику було формально анульовано 18 вересня 1773 року, коли відповідну угоду було підписано у Варшаві польським королем Станіславом II Августом Понятовським.
У 1778 році 13 міст Спишу відновили права з 1271 року, які були поширені на решту трьох колишніх підтримуваних міст, і була заснована Провінція 16 спиських міст. Списька Нова Вес стала центром провінції. Однак ці права поступово скорочувалися, і через 100 років гарантувалися лише релігійні та культурні права. Нарешті, у 1876 році провінція була повністю розпущена та включена до Списького комітату.

## Розвиток міст під час застави
Польща мала право призначати адміністратора («старосту») заставлених міст, який базувався в замку в Старій Любовні. Їх господарськими та фіскальними справами керував староста, а Польща могла утримувати військові частини на важливих дорогах навіть за межами цих міст. Завдяки своєму міжнародному посередницькому положенню (німецькі міста зі словаками в Угорщині за підтримки Польщі) ці міста пережили економічний підйом. Міста утворили провінцію з 13 спиських міст. Заставлені міста склали сильну конкуренцію вільним королівським містам на Спіші — Кежмароку і Левочі, а також іншим у східній Словаччині. У 1560 році Фердинанд I наказав, щоб інші міста не могли збирати тридцять центів мита або вимагати права зберігання з пішоходів 13 міст Спишу. Спочатку його вимагали лише від Левочі, але пізніше (1561) цей привілей було поширено на інші міста (Кошице, Пряшів, Бардейов, Сабінов). Однак під час існування застави все ще виникали конфлікти між містами провінції та королівськими містами Угорщини, і привілеї міст часто змінювалися (але переважно на їхню користь). Однак польський король часто підтверджував і поширював їхні привілеї на міста. Жителі заставлених міст скористалися тим, що вони були громадянами як Польщі, так і Угорщини. Заставлені міста пережили економічний бум під час періоду застави. Якби не залогу, вони, ймовірно, впали б до рівня васальних сіл, як це сталося з іншими містами колишньої Провінції 24 спиських міст.

## Старости заставлених міст
Захищеною територією керували капітани-старости, які проживали в замку в Старій Любовні. Управлінням замком опікувався каштелян. З 21 серпня 1591 р. він перебував у власності графів з роду Любомирських, з 1634 р. став спадком. Першим старостою був Павол Гладич (з 1412 р.). У мерії заставлених міст поетапно змінилися 23 старости.
Список мерів заставлених міст у Спмші:
- Власність польських королів
  - Павло Гладич (1412 – 1454)
- Застава краківського архієпископа (з 1440 р.)
  - Петро Коморовський (він не захистив замок від нахаб Спарксів і він стає їхньою фортецею)
- Власність польських королів
- Застава Мікулаша Пеняжека з Вітковіце на чотири роки (з 23 березня 1454 р.)
  - Мікулаш Пеняжек з Вітковіце
- Власність польських королів
  - Преслав з Дімошице (1458 – 1506)
- Застава Мікулаша Йордана із Закличіна (від 19 лютого 1506 р.)
  - Мікулаш Йордан (1506 – ?)
  - Джон Джордан (? – ?)
- Власність польських королів
  - Якуб Ломницький (? – 1522)
  - Петро Кміта (1522 р – 1553)
  - Ян Бонер (1553 р – 1564)
  - Мікулаш Мацейовський (1564 р – 1572)
  - Ян Мацейовський (1572 р – 1583)
  - Гашпар Мацейовський (1583 р – 1586)
- Окупація замку та міст Спишу австрійськими військами
  - Якуб Дервіш (1586 р – 9 березня 1589)
- Власність польських королів
  - Гашпар Мацейовський (1590)
  - Родина Любомирських купила у польського короля Спішське староство (21 серпня 1591 р.)
  - Себастан Любомирський (*1546 – †1613) (1593 – ?)
  - Станіслав Любомирський (*1583 – †1649) (? -?)
  - Юрай Себастьян Любомирський (*1616 – †1667) (? -?)
  - Станіслав Іраклій Любомирський (*1642 – †1702) (? – 1700)
  - Теодор Любомирський (*1683 – †1745) (1700 – 1744)
- Власність польських королів (з 1745 р.)
- Власність Марії Йозефіни Габсбург (з 1745 р.)
  - Андрій Мощенський (1745 р – 1757)
- Власність польських королів
  - Генріх фон Брюль (1757 – 1763)
  - Кароль Брюль (1763 р – 1764)
- Власність Казимира Понятовського (з 1764 р.)
  - Казимир Понятовський (1764 р – 1769)

29 березня 1769 року під командуванням генерала Юзефа Берзінського Стару Любовню та замок Любовняни зайняли барські конфедерати, які спустошили замок. У середині квітня 1769 року замок був зайнятий угорською армією, яка залишалася там до 1772 року, коли замок і громада Спишу були офіційно приєднані до Угорщини (9 березня 1772 року).